# Helmer da Piedade Rosa
Zito, właśc. Helmer da Piedade Rosa (ur. 3 lipca 1971) – angolski piłkarz grający na pozycji pomocnika.

## Kariera klubowa
Całą swoją karierę piłkarską Zito spędził w Portugalii. Rozpoczął ją w klubie Amora FC, w którym grał w sezonie 1990/1991. Następnie występował w Seixal FC (1991/1992) i Atlético Malveira (1992/1993). Latem 1993 przeszedł do Vitórii Guimarães. 24 października 1993 zadebiutował w pierwszej lidze portugalskiej w przegranym 0:3 wyjazdowym meczu ze Sportingiem. W Vitórii grał przez rok.
W 1995 roku Zito został zawodnikiem GD Chaves. W Chaves swój debiut zanotował 21 sierpnia 1994 w przegranym 0:1 domowym spotkaniu z SC Salgueiros. W Salgueiros spędził sezon. W 1995 roku przeszedł do drugoligowego FC Paços de Ferreira, w którym grał w sezonie 1995/1996.
W 1996 roku Zito odszedł do CF Os Belenenses. Swój debiut w Belenenses zaliczył 8 września 1996 w wyjazdowym meczu z SC Braga (1:3). W Belenenses grał do końca sezonu 1996/1997.
W sezonie 1997/1998 Zito był zawodnikiem Vitórii Guimarães, a następnie GD Chaves. W sezonie 1998/1999 grał w Belenenses, a w sezonie 1999/2000 – w Sportingu Espinho. W sezonie 2000/2001 występował w USC Paredes, a w sezonie 2001/2002 – w Canelas GFC i CD Operário, w którym zakończył karierę.

## Kariera reprezentacyjna
W 1998 roku Zito został powołany do kadry Angoli na Puchar Narodów Afryki 1998. Rozegrał na nim dwa mecze: z Namibią (3:3) i z Wybrzeżem Kości Słoniowej (2:5).